# Lista de episódios de Person of Interest
Person of Interest é uma série de televisão norte-americana criada por Jonathan Nolan para a CBS, que atua como produtor executivo junto com J. J. Abrams, Bryan Burk, Greg Plageman e Richard J. Lewis. A série é estrelada por Jim Caviezel como John Reese, um antigo agente da CIA presumidamente morto que recebe uma oferta do bilionário Harold Finch: impedir crimes violentos antes deles acontecerem usando uma avançada tecnologia de vigilância.

## Temporadas
| Temporada | Temporada | Episódios | Exibição               | Exibição            | Lançamento de DVD e Blu-ray | Lançamento de DVD e Blu-ray | Lançamento de DVD e Blu-ray |
| Temporada | Temporada | Episódios | Estreia de temporada   | Final de temporada  | Região 1                    | Região 2                    | Região 4                    |
| --------- | --------- | --------- | ---------------------- | ------------------- | --------------------------- | --------------------------- | --------------------------- |
|           | 1         | 23        | 22 de setembro de 2011 | 17 de maio de 2012  | 4 de setembro de 2012       | 18 de março de 2013         | 7 de novembro de 2012       |
|           | 2         | 22        | 27 de setembro de 2012 | 9 de maio de 2013   | 3 de setembro de 2013       | 16 de junho de 2014         | 16 de outubro de 2013       |
|           | 3         | 23        | 24 de setembro de 2013 | 13 de maio de 2014  | 2 de setembro de 2014       | TBA                         | 8 de outubro de 2014        |
|           | 4         | 22        | 23 de setembro de 2014 | 5 de maio de 2015   | TBA                         | TBA                         | TBA                         |
|           | 5         | 13        | 3 de maio de 2016      | 21 de junho de 2016 | TBA                         | TBA                         | TBA                         |

## Episódios

### 1ª Temporada: 2011–2012
| #  | Título               | Direção              | Escrito por                            | Exibição                | Audiência nos EUA (milhões) |
| -- | -------------------- | -------------------- | -------------------------------------- | ----------------------- | --------------------------- |
| 1  | "Pilot"              | David Semel          | Jonathan Nolan                         | 22 de setembro de 2011  | 13.33                       |
| 2  | "Ghosts"             | Richard J. Lewis     | Greg Plageman & Jonathan Nolan         | 29 de setembro de 2011  | 12.51                       |
| 3  | "Mission Creep"      | Steven DePaul        | Patrick Harbinson                      | 6 de outubro de 2011    | 11.57                       |
| 4  | "Cura Te Ipsum"      | Charles Beeson       | Denise Thé                             | 13 de outubro de 2011   | 12.04                       |
| 5  | "Judgment"           | Colin Bucksey        | David Slack                            | 20 de outubro de 2011   | 12.42                       |
| 6  | "The Fix"            | Dennis Smith         | Nic Van Zeebroeck & Michael Sopczynski | 27 de outubro de 2011   | 12.62                       |
| 7  | "Witness"            | Frederick E. O. Toye | Amanda Segel                           | 3 de novembro de 2011   | 11.76                       |
| 8  | "Foe"                | Milan Cheylov        | Sean Hennen                            | 17 de novembro de 2011  | 11.65                       |
| 9  | "Get Carter"         | Alex Zakrzewski      | Greg Plageman & Denise Thé             | 8 de dezembro de 2011   | 12.66                       |
| 10 | "Number Crunch"      | Jeffrey Hunt         | Patrick Harbinson                      | 15 de dezembro de 2011  | 12.93                       |
| 11 | "Super"              | Stephen Williams     | David Slack                            | 12 de janeiro de 2012   | 14.86                       |
| 12 | "Legacy"             | Brad Anderson        | Amanda Segel                           | 19 de janeiro de 2012   | 14.40                       |
| 13 | "Root Cause"         | Richard J. Lewis     | Erik Mountain                          | 02 de fevereiro de 2012 | 15.10                       |
| 14 | "Wolf and Cub"       | Chris Fisher         | Nic Van Zeebroeck & Michael Sopczynski | 09 de fevereiro de 2012 | 15.14                       |
| 15 | "Blue Code"          | David Von Ancken     | Denise Thé                             | 16 de fevereiro de 2012 | 13.16                       |
| 16 | "Risk"               | Jeff T. Thomas       | Sean Hennen                            | 23 de fevereiro de 2012 | 14.56                       |
| 17 | "Baby Blue"          | Larry Teng           | Patrick Harbinson                      | 08 de março de 2012     | 15.67                       |
| 18 | "Identity Crisis"    | Charles Beeson       | Amy Berg                               | 29 de março de 2012     | 14.59                       |
| 19 | "Flesh and Blood"    | Stephen Semel        | Amanda Segel                           | 05 de abril de 2012     | 14.59                       |
| 20 | "Matsya Nyaya"       | Kevin Bray           | Ray Utarnachitt                        | 26 de abril de 2012     | 12.73                       |
| 21 | "Many Happy Returns" | Frederick E. O. Toye | Erik Mountain & Jonathan Nolan         | 03 de maio de 2012      | 13.27                       |
| 22 | "No Good Deed"       | Stephen Williams     | David Slack                            | 10 de maio de 2012      | 12.96                       |
| 23 | "Firewall"           | Richard J. Lewis     | Greg Plageman & Jonathan Nolan         | 17 de maio de 2012      | 13.47                       |

### 2ª Temporada: 2012–2013
| #  | Título               | Direção               | Escrito por                                                     | Exibição                | Audiência nos EUA (milhões) |
| -- | -------------------- | --------------------- | --------------------------------------------------------------- | ----------------------- | --------------------------- |
| 1  | "The Contingency"    | Richard J. Lewis      | Denise Thé & Jonathan Nolan                                     | 27 de setembro de 2012  | 14.28                       |
| 2  | "Bad Code"           | Jon Cassar            | Greg Plageman & Patrick Harbinson                               | 04 de outubro de 2012   | 14.58                       |
| 3  | "Masquerade"         | Jeffrey Hunt          | Melissa Scrivner-Love                                           | 18 de outubro de 2012   | 13.93                       |
| 4  | "Triggerman"         | James Whitmore Jr.    | Jonathan Nolan (creator), Erik Mountain                         | 25 de outubro de 2012   | 14.03                       |
| 5  | "Bury The Lede"      | Jeffrey G. Hunt       | Jonathan Nolan (creator), David Slack                           | 01 de novembro de 2012  | 13.66                       |
| 6  | "The High Road"      | Félix Enríquez Alcalá | Jonathan Nolan(creator), Nic Van Zeebroeck, Michael Sopczynski  | 08 de novembro de 2012  | 14.73                       |
| 7  | "Critical"           | Fred Toye             | Jonathan Nolan (creator), Sean Hennen                           | 15 de novembro de 2012  | 14.51                       |
| 8  | "Til Death"          | Helen Shaver          | Jonathan Nolan (creator), Amanda Segel                          | 29 de novembro de 2012  | 14.33                       |
| 9  | "C.O.D."             | Clark Johnson         | Jonathan Nolan (creator), Ray Utarnachitt                       | 06 de dezembro de 2012  | 14.18                       |
| 10 | "Shadow Box"         | Stephen Surjik        | Jonathan Nolan (creator), Patrick Harbinson                     | 13 de dezembro de 2012  | 14.08                       |
| 11 | "2 Pi R"             | Richard J. Lewis      | Jonathan Nolan (creator), Dan Dietz                             | 03 de janeiro de 2013   | 16.14                       |
| 12 | "Prisoner's Dilemma" | Chris Fisher          | Jonathan Nolan (creator), David Slack                           | 10 de janeiro de 2013   | 15.56                       |
| 13 | "Dead Reckoning"     | John Dahl             | Jonathan Nolan (creator), Erik Mountain                         | 31 de janeiro de 2013   | 15.62                       |
| 14 | "One Percent"        | Chris Fisher          | Jonathan Nolan (creator), Denise Thé, Melissa Scrivner-Love     | 07 de fevereiro de 2013 | 14.88                       |
| 15 | "Booked Solid"       | Fred Toye             | Jonathan Nolan (creator), Nic Van Zeebroeck, Michael Sopczynski | 14 de fevereiro de 2013 | 14.87                       |
| 16 | "Relevance"          | Jonathan Nolan        | Jonathan Nolan (creator), Amanda Segel, Jonathan Nolan          | 21 de fevereiro de 2013 | 14.22                       |
| 17 | "Proteus"            | Kenneth Fink          | Jonathan Nolan (creator), Sean Hennen                           | 07 de março de 2013     | 14.57                       |
| 18 | "All In"             | Tricia Brock          | Jonathan Nolan (creator), Lucas O'Connor                        | 14 de março de 2013     | 14.34                       |
| 19 | "Trojan Horse"       | Jeffrey G. Hunt       | Jonathan Nolan (creator), Dan Dietz, Erik Mountain              | 04 de abril de 2013     | 14.57                       |
| 20 | "In Extremis"        | Chris Fisher          | Jonathan Nolan (creator), Greg Plageman, Tony Camerino          | 25 de abril de 2013     | 13.22                       |
| 21 | "Zero Day"           | Jeffrey G. Hunt       | Jonathan Nolan (creator), Amanda Segel, David Slack             | 02 de maio de 2013      | 12.96                       |
| 22 | "God Mode"           | Richard J. Lewis      | Jonathan Nolan (creator), Patrick Harbinson, Jonathan Nolan     | 09 de maio de 2013      | 13.16                       |

### 3ª Temporada: 2013-2014
| #  | Título                | Direção              | Escrito por                            | Exibição                | Audiência nos EUA (milhões) |
| -- | --------------------- | -------------------- | -------------------------------------- | ----------------------- | --------------------------- |
| 1  | "Liberty"             | Chris Fisher         | Greg Plageman & Denise Thé             | 24 de setembro de 2013  | 12.44                       |
| 2  | "Nothing to Hide"     | Frederick E. O. Toye | Erik Mountain                          | 1 de outubro de 2013    | 12.35                       |
| 3  | "Lady Killer"         | Omar Madha           | Amanda Segel                           | 8 de outubro de 2013    | 11.65                       |
| 4  | "Reasonable Doubt"    | Stephen Williams     | Melissa Scrivner-Love                  | 15 de outubro de 2013   | 12.69                       |
| 5  | "Razgovor" "Разговор" | Kenneth Fink         | David Slack                            | 22 de outubro de 2013   | 13.17                       |
| 6  | "Mors Praematura"     | Helen Shaver         | Dan Dietz                              | 29 de outubro de 2013   | 12.00                       |
| 7  | "The Perfect Mark"    | Stephen Surjik       | Sean Hennen                            | 5 de novembro de 2013   | 11.79                       |
| 8  | "Endgame"             | Sylvain White        | Nic Van Zeebroeck & Michael Sopczynski | 12 de novembro de 2013  | 12.60                       |
| 9  | "The Crossing"        | Frederick E. O. Toye | Denise Thé                             | 19 de novembro de 2013  | 12.28                       |
| 10 | "The Devil's Share"   | Chris Fisher         | Amanda Segel & Jonathan Nolan          | 26 de novembro de 2013  | 11.89                       |
| 11 | "Lethe"               | Richard J. Lewis     | Erik Mountain                          | 17 de dezembro de 2013  | 12.40                       |
| 12 | "Aletheia"            | Richard J. Lewis     | Lucas O'Connor                         | 7 de janeiro de 2014    | 12.10                       |
| 13 | "4C"                  | Stephen Williams     | Melissa Scrivner-Love & Greg Plageman  | 14 de janeiro de 2014   | 12.54                       |
| 14 | "Provenance"          | Jeffrey Hunt         | Sean Hennen                            | 4 de fevereiro de 2014  | 12.35                       |
| 15 | "Last Call"           | Jeff T. Thomas       | Dan Dietz                              | 25 de fevereiro de 2014 | 11.00                       |
| 16 | "RAM"                 | Stephen Surjik       | Nic Van Zeebroeck & Michael Sopczynski | 4 de março de 2014      | 10.64                       |
| 17 | "/" "Root Path"       | Jeffrey Lee Gibson   | David Slack                            | 18 de março de 2014     | 10.94                       |
| 18 | "Allegiance"          | Jeffrey Hunt         | Tony Camerino                          | 25 de março de 2014     | 12.23                       |
| 19 | "Most Likely To..."   | Kevin Hooks          | Melissa Scrivner-Love & Denise Thé     | 1 de abril de 2014      | 11.45                       |
| 20 | "Death Benefit"       | Richard J. Lewis     | Erik Mountain & Lucas O'Connor         | 15 de abril de 2014     | 10.74                       |
| 21 | "Beta"                | Frederick E. O. Toye | Sean Hennen and Dan Dietz              | 22 de abril de 2014     | 11.31                       |
| 22 | "A House Divided"     | Chris Fisher         | Amanda Segel                           | 29 de abril de 2014     | 10.50                       |
| 23 | "Deus Ex Machina"     | N/A                  | N/A                                    | 13 de maio de 2014      | 10.95                       |

### 4ª Temporada: 2014-2015
Em 13 de Março de 2014 a CBS Renovou  Person of Interest para sua 4ª temporada
| # Serie | # Temp. | Título                | Direção              | Escrito por                           | Exibição                | Audiência nos EUA (milhões) |
| ------- | ------- | --------------------- | -------------------- | ------------------------------------- | ----------------------- | --------------------------- |
| 69      | 1       | "Panopticon"          | Richard J. Lewis     | Greg Plageman & Erik Mountain         | 23 de setembro de 2014  | 10.58                       |
| 70      | 2       | "Nautilus"            | Chris Fisher         | Dan Dietz & Melissa Scrivner Love     | 30 de setembro de 2014  | 10.72                       |
| 71      | 3       | "Wingman"             | Frederick E. O. Toye | Amanda Segel                          | 7 de outubro de 2014    | 9.64                        |
| 72      | 4       | "Brotherhood"         | Chris Fisher         | Denise Thé                            | 14 de outubro de 2014   | 9.72                        |
| 73      | 5       | "Prophets"            | Kenneth Fink         | Lucas O'Connor                        | 21 de outubro de 2014   | 9.40                        |
| 74      | 6       | "Pretenders"          | Stephen Surjik       | Ashley Gable                          | 28 de outubro de 2014   | 9.72                        |
| 75      | 7       | "Honor Among Thieves" | Sylvain White        | David Slack                           | 11 de novembro de 2014  | 9.11                        |
| 76      | 8       | "Point of Origin"     | Richard J. Lewis     | Tony Camerino                         | 18 de novembro de 2014  | 9.87                        |
| 77      | 9       | "The Devil You Know"  | Richard J. Lewis     | Erik Mountain                         | 25 de novembro de 2014  | 9.04                        |
| 78      | 10      | "The Cold War"        | Michael Offer        | Amanda Segel                          | 16 de dezembro de 2014  | 8.82                        |
| 79      | 11      | "If-Then-Else"        | Chris Fisher         | Denise Thé                            | 6 de janeiro de 2015    | 10.08                       |
| 80      | 12      | "Control-Alt-Delete"  | Stephen Surjik       | Andy Callahan                         | 13 de janeiro de 2015   | 10.16                       |
| 81      | 13      | "M.I.A."              | Kevin Bray           | Lucas O'Connor                        | 3 de fevereiro de 2015  | 9.28                        |
| 82      | 14      | "Guilty"              | Kate Woods           | David Slack                           | 10 de fevereiro de 2015 | 9.53                        |
| 83      | 15      | "Q & A"               | Stephen Semel        | Dan Dietz                             | 17 de fevereiro de 2015 | 9.17                        |
| 84      | 16      | "Blunt"               | Frederick E. O. Toye | Amanda Segel & Greg Plageman          | 24 de fevereiro de 2015 | 9.63                        |
| 85      | 17      | "Karma"               | Chris Fisher         | Hillary Benefiel & Sabir Pirzada      | 10 de março de 2015     | 8.67                        |
| 86      | 18      | "Skip"                | Helen Shaver         | Ashley Gable                          | 24 de março de 2015     | 9.15                        |
| 87      | 19      | "Search and Destroy"  | Stephen Surjik       | Zak Schwartz                          | 7 de abril de 2015      | 8.67                        |
| 88      | 20      | "Terra Incognita"     | Alrick Riley         | Erik Mountain & Melissa Scrivner Love | 14 de abril de 2015     | 9.21                        |
| 89      | 21      | "Asylum"              | Frederick E. O. Toye | Denise Thé & Andy Callahan            | 28 de abril de 2015     | 8.65                        |
| 90      | 22      | "YHWH"                | Chris Fisher         | Dan Dietz & Greg Plageman             | 5 de maio de 2015       | ASA                         |

### 5ª Temporada: 2015-2016
Em 11 de maio de 2015 a CBS Renovou a Série para sua 5ª Temporada.
| # Serie | # Temp. | Título | Direção | Escrito por | Exibição | Audiência nos EUA (milhões) |
| ------- | ------- | ------ | ------- | ----------- | -------- | --------------------------- |